# Enlinia texana
Enlinia texana är en tvåvingeart som beskrevs av Robinson 1973. Enlinia texana ingår i släktet Enlinia och familjen styltflugor.
Artens utbredningsområde är Texas. Inga underarter finns listade i Catalogue of Life.